# 漫画元気発動計画
「漫画元気発動計画」（まんがげんきはつどうけいかく）は、「漫画で世界を楽しくしよう」をスローガンに結成された漫画界の活性化を目的とするプロ漫画家とその仲間のクリエーターによる組織団体。モーションコミックDomixを制作しRenta!、DMM、GyaO!で配信中。トーク番組「漫画元気発動計画!」をネット配信している。

## 活動内容
漫画家主導による新世代電子漫画『Domix』（ドゥミックス）の作成および配信
世界戦略電子漫画として制作されている。有名漫画家＆実力派漫画家の新旧作を声と音楽とアニメとエフェクトをつけて配信。視線誘導や見開き効果など漫画の良さを活かした演出がなされている。オリジナルサウンドトラックを用意された作品も多数。主な協力音楽レーベルにkilk records、Novel Soundsがある。配信インデックスサイトは小学館集英社プロダクションのインディーズ漫画投稿サイトDreamTribe内にあったが小学館集英社プロダクションのweb漫画事業からの撤退のため、漫画元気発動計画独自サイトで配信先を紹介している。作品クレジットには協力として暁印刷、Hivelinx、小学館集英社プロダクション、ヒューマンアカデミー渋谷校、日本マンガ芸術学院、などの名がある。
漫画トーク番組「漫画元気発動計画!」の配信
漫画家をゲストとしたネット配信動画「MANGA姉っくす」の番組制作
司会は声優・鈴木茉美と守屋ユウ、そして黒幕・樹崎聖。株式会社ニコとの共同制作で漫画で日本を盛り上げようというコンセプト。東北復興応援のためのライブドローイングも同時に行うトーク番組。ゲストは初回が江口寿史、2回目に浅美裕子とアニメ歌手の工藤真由、3回目にやぶのてんやと深谷陽、4回目にうめ、5回目に新條まゆ、6回目にわのまこと。
前身は『漫元姉っくす!』としてスティッカムと漫画元気発動計画で製作された。
ゲストには細野不二彦、外薗昌也、克・亜樹、神崎将臣、青木俊直、えのあきら、武村勇治、モリタイシ、SAA、 倫理一輝、小林ミツツグ、深谷陽。
姉妹団体である『はっぴぃはっぴぃどりーみんぐ』に漫画を原作とした舞台のプロデュース協力
これまでに2013年「COMIC☆ACTORS」、2014年「WILD HALF〜奇跡の確率〜」が上演されている。
twitter&Facebookなど
漫画界情報などを発信（@mangagenki）
漫画と音楽の融合ライブ『COMICA×MUSICA』開催（2013年ヒソミネ）
Domix作品の漫画原画展も同時開催された。
漫画が描ける漫画喫茶『漫画空間』高円寺店プロデュース協力
ニコ生配信番組を多数プロデュース
刈谷アニメCollectionでのトークショー、Domix作品の漫画原画展
森川ジョージとあんど慶周らによるライドローイングも行われ、USTREAMにて生中継された

## ネットラジオ『漫画元気発動計画!』

### 概要
2011年、作家の木下繁の発案に漫画家の樹崎聖、ミュージシャンいっとくが乗った形でトーク番組が企画され、同年12月8日にβテスト版が公開された。漫画家をゲストに呼び本音を話してもらう番組で、「世界一の漫画家トーク番組」を自称している。2013年末には100回を越えた。
パーソナリティーは作家の 木下繁と声優のまあや、録音・編集はいっとく、音楽はいっとくが所属するMepsyA、そしてゲストの招聘、対談役に「黒幕」と呼ばれる漫画家の樹崎聖が担当。第77回より二代目女性MCとして声優の守屋ユウが出演している。
欠席した木下の代役として彦次克哉、守屋ユウの代役として森田美希、池島はる香が出演したこともある。

### 配信内容
毎週漫画関係者をゲストに招き、プロ漫画家の「生の声」を引き出す番組であり、漫画を読んだだけでは分からない作品の裏話や面白話が繰り広げられている。
ゲストはβテスト版となる第0回に梶研吾、樹崎聖のヒット漫画『交通事故鑑定人 環倫一郎』の作者の2人。
その後の第1回の本配信からは横山了一、新條まゆ、坂本眞一、宮本明彦、細野不二彦、森田まさのり、こげどんぼ*、平松伸二、赤松健、落合ヒロカズ、神崎将臣、やぶのてんや、高橋伸輔、神先史土、大江慎一郎、たかなしせーじ、そらあすか、中川学、森田崇、外薗昌也、犬上すくね、北崎拓、村岡ユウ、比古地朔弥、相羽紀行、記伊孝、手持 望、深谷陽と続いている。
また第32 - 34回の名古屋編では、天乃咲哉、藤見泰高、ちうね、トイシキ、ななみ静、アルコ、卯崎ひとみ、結城さくや、蒼崎直、あんど慶周、相羽紀行、大城ようこうが出演。
第77 - 79回では漫画元気発動計画主催イベント「COMICA×MUSICA」にてライブ収録を行った。ゲストは大石浩二、とよ田みのる、佐藤マコト、大岩ケンジ、赤ネコ。
第95回は公開収録in刈谷アニコレとして愛知のイベント刈谷アニメCollectionで行われ、森川ジョージ、あんど慶周がゲスト出演した。
漫画家、原作者以外のゲストでは、漫読家の東方力丸、トキワ荘プロジェクト代表の菊池健、漫画空間店長、日本マンガ芸術学院の成校長、声優で漫画元気発動計画！の妹番組「漫元姉っくす！」でMCを務める鈴木茉美、声優の内田晶子と彦次克哉が出演している。
収録場所は毎回同じではなく、東京モーターショー会場、蒲田の某学校、ゲストの自宅、仕事場、北海道芸術高等学校、スターワールド学院、代官山にある漫元秘密基地、小学館集英社プロダクションなどと、その時呼ばれた場所やゲストの都合に合わせた収録となっている。
第67回の後、スペシャル番組として映画「HK 変態仮面」上映直前特番（前後編）を公開。原作者のあんど慶周が名古屋編以来となる出演。